# Sođucu
Sođucu, (jap.: 槍術; u engleskoj i prijašnjoj hrvatskoj literaturi Sōjutsu), japanska borilačka vještina, u kojoj se koristi japansko koplje (yari).

## Yari
Yari je japansko koplje s tri oštrice. Dužina jarija varira od jednog pa do čak šest metara. Duže yarije je nosila pješadija, dok su kraće uglavnom nosili samuraji. Yari se odlikovao po pravoj oštrici koja je mogla biti dugačka od svega nekoliko centimetara pa sve do jednog metra. Oštrica je pravljena od visokokvalitetnog čelika, od istog onog od koga su se pravili nadaleko čuveni japanski mačevi, što je yarijeve oštrice činilo jako izdržljivim.
Kroz povijest proizvedeno je dosta vrsta ovog oružja, obično je središnja oštrica bila dosta duža u odnosu na bočne. Jari je proistekao od kineskog koplja i u Japanu je ušao u upotrebu u 13. stoljeću. Invazija Mongola na Japan 1274. i 1281. promijenila je japanski način ratovanja kao i japansko naoružanje, Mongoli su koristili Kineze i Korejce naoružane dugim kopljima u velikim i ravnim formacijama oni su bili smrt za tadašnju japansku konjicu.

## Vanjske poveznice
- Sođucu  Arhivirana inačica izvorne stranice od 19. listopada 2019. (Wayback Machine)